# Romy van Oorschot
Romy van Oorschot (14 mei 1998) is een voetbalspeelster uit Nederland. Van Oorschot heeft een mooie carrière in het Nederlandse vrouwenvoetbal gehad. Ze heeft ervaring opgedaan in de Eredivisie en heeft een belangrijke bijdrage geleverd aan de teams waarvoor ze speelde. Haar inzet, harde werk en verdedigende capaciteiten hebben haar een gerespecteerde plaats opgeleverd in de Nederlandse voetbalwereld.

## Jeugd
DVG Liempde: Van Oorschot begon haar voetbalcarrière bij DVG Liempde, waar ze van 2003 tot 2016 speelde. Hier legde ze de basis voor haar latere carrière en ontwikkelde ze haar vaardigheden als verdediger. In deze jaren heeft Van Oorschot mogen spelen in de teams: F3, F1, E1, D1, C1, B1, en A1.

## Clubcarrière
Achilles '29: Haar officiële debuut maakte ze bij Achilles '29 in de Eredivisie. Tijdens haar tijd bij de club speelde ze in totaal 20 wedstrijden en scoorde ze één doelpunt.
FC Eindhoven: In 2018 verhuisde Van Oorschot naar FC Eindhoven, waar ze tot 2022 speelde. Haar bijdragen waren significant, hoewel er minder gedetailleerde statistieken beschikbaar zijn over deze periode.
RKSV Nuenen: Ze sloot haar carrière af bij RKSV Nuenen, waar ze van 2022 tot 2024 actief was. Ze bleef een vaste kracht in de verdediging/middenveld en speelde een belangrijke rol binnen het team. In deze twee jaar speelde Romy ruim 50 wedstrijden en realiseerde ze 15 doelpunten en 11 assists. Aan het einde van het seizoen 2023/2024 besloot Romy haar professionele voetbalcarrière te beëindigen. Aan het einde van het seizoen 2023/2024 besloot Van Oorschot haar voetbalcarrière te beëindigen.

## Statistieken
| Seizoen | Club         | Land      | Competitie  | Wedstrijden | Doelpunten |
| ------- | ------------ | --------- | ----------- | ----------- | ---------- |
| 2016/17 | Achilles '29 | Nederland | Eredivisie  | 9           | 0          |
| 2017/18 | Achilles '29 | Nederland | Eredivisie  | 11          | 1          |
| 2018/19 | Achilles '29 | Nederland | Eredivisie  | 2           | 0          |
| 2018/19 | FC Eindhoven | Nederland | Topklasse   | N.b.        | N.b.       |
| 2019/20 | FC Eindhoven | Nederland | Topklasse   | N.b.        | N.b.       |
| 2020/21 | FC Eindhoven | Nederland | Topklasse   | N.b.        | N.b.       |
| 2021/22 | FC Eindhoven | Nederland | Topklasse   | N.b.        | N.b.       |
| 2022/23 | RKSV Nuenen  | Nederland | 1e klasse   | 25          | 11         |
| 2023/24 | RKSV Nuenen  | Nederland | Hoofdklasse | 29          | 4          |
| Totaal  | Totaal       | Totaal    | Totaal      | 76          | 16         |

Laatste update: juli 2024